# Bebele jezik
Bebele jezik (bamvele; ISO 639-3: beb), nigersko-kongoanski jezik uže sjeverozapadne bantu skupine, kojim govori 24 000 ljudi (Welmers 1971) u provincijama Center i East u Kamerunu.
Sa srodnim jezicima bebil [bxp], beti [btb], bulu [bum], eton [eto], Ewondo jezik [ewo] i Mengisa jezik [mct] iz Kameruna i fang [fan] iz Ekvatorske Gvineje čini podskupinu Yaunde-Fang (A.70). Ima dva dijalekta, eki, manyok.

## Vanjske poveznice
- Ethnologue (14th)
- Ethnologue (15th)